# Čelinovac
Čelinovac je naseljeno mjesto u sastavu općine Bosanska Gradiška, Republika Srpska, BiH.

## Stanovništvo
| Čelinovac          |              |
| Godina popisa      | 1991.        |
| Srbi               | 66 (51,16%)  |
| Hrvati             | 7 (5,43%)    |
| Muslimani          | 0            |
| Jugoslaveni        | 12 (9,30%)   |
| ostali i nepoznato | 44 (34,11[%) |
| ukupno             | 129          |